# Francesco Pollini
Pour les articles homonymes, voir Pollini (homonymie).
Francesco Pollini (26 mars 1762 à Laibach; † 17 septembre 1846 à Milan) est un compositeur et pianiste. Il est également acteur, chanteur et violoniste.

## Biographie

### Famille
La famille Pollini avait déménagé cent ans avant la naissance de Francesco Pollini dans la Carniole. Le père de Francesco avait travaillé comme médecin et apothicaire à Ljubljana. Il reçut de l'impératrice Marie-Thérèse un titre noble autrichien héréditaire parce qu'il avait développé une recette pour une décoction contre la syphilis. Francesco Pollini hérita de cette recette, plus connue sous le nom de « le Acque Pollini » et avec laquelle il traitait les aristocrates et ainsi que ses collègues musiciens.

### Carrière
Francesco Pollini se rendit à Prague en 1783 et un an plus tard à Paris où il rencontra Antonio Salieri. Celui-ci lui présenta Marie-François-Louis Du Roullet, l'ambassadeur français à la cour viennoise, qui était connu pour ses livrets. En mars 1786, Pollini était à Vienne et chanta au Palais Auersperg le rôle de Idamante dans l'opéra de Wolfgang Amadeus Mozart Idomeneo, re di Creta. Mozart dédia au baron Pollini le duo « Spiegarti non poss'io » pour soprano et ténor KV 489 et « Scena con Rondò » pour ténor et violon, KV 490. Après un voyage d'environ deux ans, Pollini étudia à Milan la composition à partir de 1790 avec Niccolò Antonio Zingarelli. En 1798, Pollini épousa Marianna Gasparini, une harpiste passionnée de 23 ans. La même année, l'opéra de Pollini La casetta nel bosco fut représenté au Teatro della Cannobiana. En 1801 fut donné à la Scala Il trionfo della pace lors d'une cérémonie pour la paix d'Amiens.
Au sacre de Napoléon comme roi d'Italie, deux œuvres majeures de Pollini étaient données le 26 mai 1805 à la Cathédrale de Milan : « Vivat, Vivat » et le « Te ergo quaesumus ». En 1812, Pollini écritvi pour le Conservatoire de Milan la « Metodo di clavicembalo », un manuel qui fut utilisé pendant des décennies en Italie et qui valut à Pollini le titre de membre honoraire du Conservatoire.
Francesco Pollini se lia d'amitié avec Vincenzo Bellini, qui lui dédia l'opéra La sonnambula.

## Œuvres
Pollini a composé des cantates sacrées, des messes, un Stabat Mater, un Requiem et un Te Deum, plusieurs Ariettas avec accompagnement de piano ou avec accompagnement orchestral et surtout plus de 60 œuvres pour le piano dont des sonates et des variations sur les opéras populaires de l'époque. Environ 60 de ses œuvres ont été imprimées au cours de sa vie par divers éditeurs européens, en particulier l'italien Ricordi.
Pour le piano, entre autres, il livre un recueil d’études :
- Trentadue esercizi in forma di toccata, pour piano (1820)

### Œuvres pour la scène
- La casetta nel bosco, opéra en 3 actes (25 mars 1798, Milan)
- Il genio insubre Azione teatrale en 2 actes (1799, Milan)
- Le convenienze teatrali, opéra, (inachevé)
- Ines di Castro, opéra, (inachevé)
- Il ripudio fortunato, farsa, (inachevée)

## Discographie
- Capriccio, sonate, variazioni e toccata - Constantino Mastroprimiano, pianoforte (10–11 juin 2005, Tactus TC 761601) (OCLC 906567724)